# Teun Castelein
Teun Castelein (Roelofarendsveen, 28 april 1980) is een Nederlands kunstenaar. Zijn werk richt zich op thema’s die leven in de samenleving, met name als het gaat om hoe we ons verhouden tot (sociale) media en de markt. Castelein speelt met het gegeven dat alles wordt uitgedrukt in economische waarde, maar is ook steeds op zoek naar echtheid, in de menselijke relatie met bijvoorbeeld nieuwkomers, minderheden, of Amsterdammers. Daarbij is hij niet uit op veroordeling en moralisering, want alles heeft een keerzijde, maar stelt hij veeleer vragen.
In 2006 verwierf hij bekendheid met zijn afstudeerproject Artvertising, een ruimtelijke interpretatie van The Million Dollar Homepage, een internetproject uit 2005 van Alex Tew. Voor Artvertising verkocht Castelein de gevel van het Sandberg Instituut in Amsterdam als advertentieruimte. Het project werd na publicatie op een website door duizenden blogs over de gehele wereld overgenomen. In 2008 verkocht Teun Castelein vlaggen voor de opening van het Graphic Design Museum in Breda. Lokale middenstanders en bedrijven uit de grafische sector konden vlaggen kopen die voor een periode van enkele maanden aan de gevel van het museum werden bevestigd.
Andere werken bestonden uit het verkopen van Noordpoolijs op het Museumplein in Amsterdam (MyPolarIce), het maken van Wietkaas, het deponeren van Allah® als merknaam, en een bierbrouwerij genaamd Halbe waarvan alle opbrengsten terugvloeiden in de kunstensector. Zijn meest recente ondernemingen zijn de Bijlmer Hammam en Rederij Lampedusa. De Bijlmer Hammam is een hammam in een cellenblok van de voormalige Bijlmerbajes, die door gedetineerden ‘de sauna’ als bijnaam had gekregen. De hammam wordt gerund door vluchtelingen en is onderdeel van het Tijdelijk Museum. Rederij Lampedusa is een rederij die met voormalig vluchtelingenboten uit Noord-Afrika, achtergelaten op het Italiaanse eiland Lampedusa, rondvaarten organiseert op de grachten van Amsterdam. De bemanning, een gemengd gezelschap uit Nederland, Eritrea, Ethiopië en Syrië, vertelt onderweg over hoe immigratie de hoofdstad heeft gevormd.
Castelein geeft tevens het vak ‘Branding’ aan de Willem de Kooning Academie in Rotterdam en sinds 2017 ook 'Social Dreaming' aan de University of the Underground. Zijn werk is vaak vertegenwoordigd in nationale en internationale media. Voor Rederij Lampedusa ontving hij een vredesduif van organisatie Pax op de Internationale Dag van de Vrede 2017, en in 2016 werd hij genomineerd tot Amsterdammer van het Jaar.

## Projecten
- Artvertising (2006)
- Vlaggengevel Graphic Design Museum (2008)
- I Dove You (2009)
- Balloon (2010)
- My Polar Ice (2010)
- Halbe (bier) (2012 - heden)[3]
- Allah® (2013)
- Bad Ondiep (2014)
- Rederij Lampedusa (2015-heden)
- Bijlmer Hammam (2017-heden)